# Bomolocha tristalis
Bomolocha tristalis là một loài bướm đêm trong họ Noctuidae.